# Droga wojewódzka 958

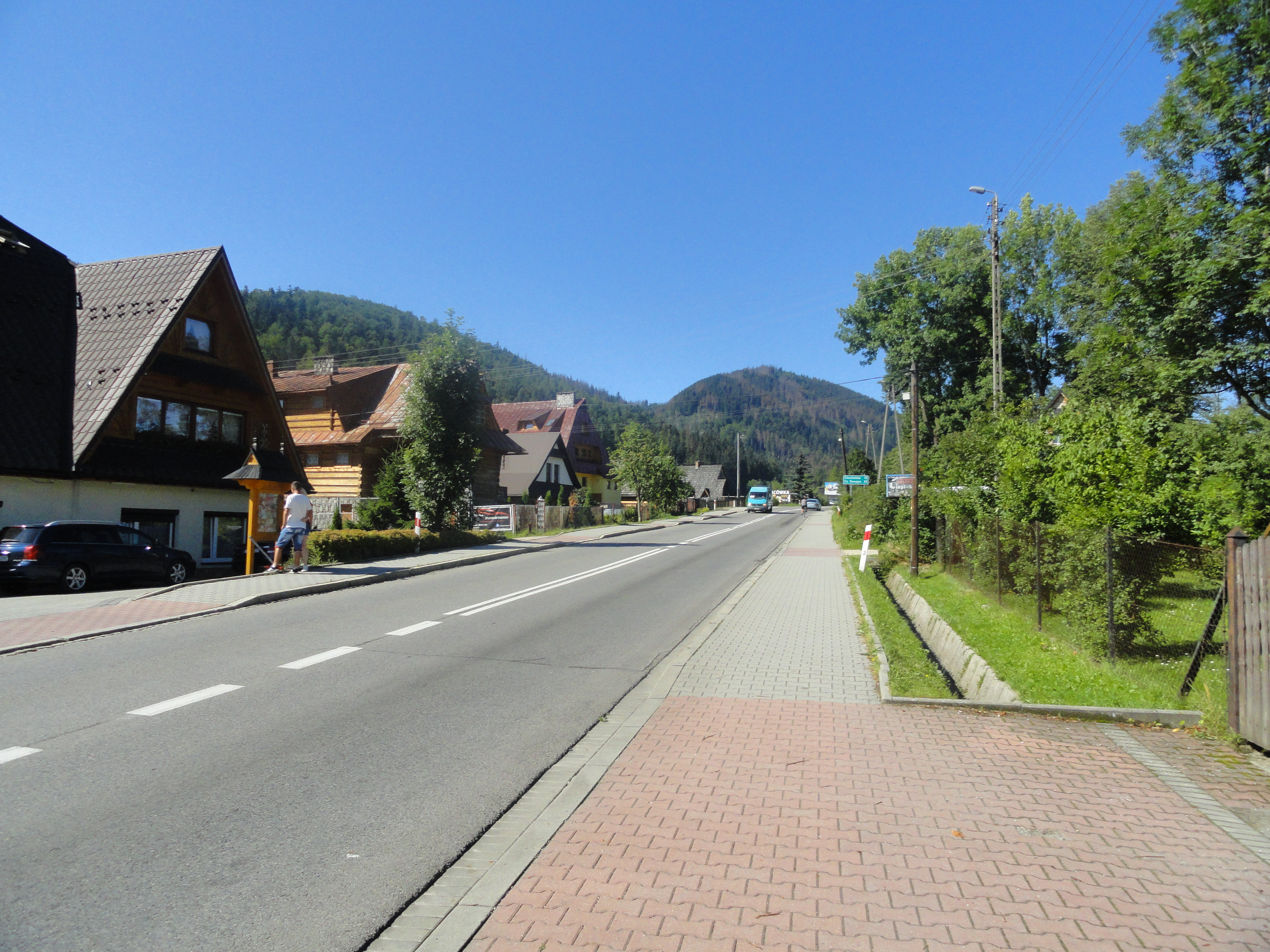
Im Zakopaner Stadtteil Krzeptówki

Die Droga wojewódzka 958 (DW 958) ist eine Woiwodschaftsstraße in Polen. Sie verläuft auf einer Länge von 50,7 Kilometern in Nord-Süd-Richtung innerhalb der Woiwodschaft Kleinpolen, an ihrem südwestlichen Rand, und verbindet die Städte Chabówka und Zakopane. Sie stellte eine westliche Alternativverbindung zur Zakopianka auf der Teilstrecke der DK47 dar.

## Streckenverlauf
- Chabówka (DK47)
- Rokiciny Podhalańskie
- Raba Wyżna
- Pieniążkowice
- Czarny Dunajec (DW957)
- Podczerwone
- Koniówka
- Chochołów (DW959)
- Witów
- Kościelisko
- Zakopane (DK47)